# .ph
.ph là tên miền quốc gia cấp cao nhất (ccTLD) của Philippines. Được quản lý bởi nic.ph

## Giới thiệu
Đăng ký tên miền chính thức của tên miền.ph là dotPH Domains Inc. [3] dotPH giữ và duy trì cơ sở dữ liệu của các tên miền PH, cụ thể là.ph,.com.ph,.net.ph và.org.ph. [4] [5] [6] Các nhà đăng ký tên miền của nó không chỉ là các cá nhân, doanh nghiệp và tổ chức ở Philippines, mà còn là những người ở các nơi khác trên thế giới. [3]
Tên miền PH hiện được quản lý bởi José Emmanuel "Joel" Disini, [7], người cũng là CEO hiện tại của dotPH. [8] [9] Disini là quản trị viên tên miền kể từ khi Jon Postel giao cho anh ta tên miền vào năm 1990. [10] [11] Tên miền được tài trợ bởi PH Domain Foundation, [7] một nhánh tiếp cận xã hội của dotPH cũng được Disini thành lập cùng với một nhóm các chuyên gia CNTT vào tháng 8 năm 1999. [12]
Năm 1994, chính quyền của tên miền.gov.ph được ủy quyền cho Chính phủ Philippines. [13] Theo cách tương tự,.edu.ph đã được ủy quyền cho Philippine Network Foundation, Inc. (PHNET). [14]
Ngoài việc là cơ quan đăng ký, dotPH còn bán các tên miền và dịch vụ liên quan đến web như lưu trữ web, đồng địa điểm, đăng ký riêng và chuyển tiếp e-mail. [15] [16] dotPH cũng cung cấp dịch vụ giới thiệu miễn phí kết nối các Doanh nghiệp vừa và nhỏ với mạng lưới hơn 300 nhà thiết kế web chuyên nghiệp người Philippines được công nhận. [17] Trước đây nó đã cung cấp một dịch vụ viết blog miễn phí thông qua các tên miền.i.ph. [5] [6]

## Lịch sử

### Sự ra đời của đăng ký.ph
Năm 1989, Joel Disini thành lập Công ty Email (EMC), một trong những nhà cung cấp dịch vụ Internet sớm nhất ở Philippines. [18] [19] Vào thời điểm đó, hầu hết các mạng (bao gồm EMC) được kết nối với Internet thông qua UUCP. Mạng của Disini có kết nối UUCP với UUNET. Kết nối mạng này, cùng với thông tin của Disini với tư cách là sinh viên tốt nghiệp ngành Khoa học Máy tính và Kỹ thuật Điện của Caltech và kinh nghiệm 5 năm về phát triển phần mềm Mạng và Truyền thông Macintosh ở Cupertino, California, đã trở thành cơ sở của Jon Postel để ủy thác tên miền.ph cho anh ta. [11 ] Tên miền cấp cao nhất của mã quốc gia.ph được ủy quyền chính thức vào ngày 14 tháng 9 năm 1990. [7] Kể từ đó, tên miền.ph đã có sẵn trên thị trường cho công chúng. [10] [20]
Năm 1994, mạng diện rộng PHNET, một dự án do DOST tài trợ, đã hoàn thành sự phát triển của mình và có thể kết nối Philippines với phần còn lại của thế giới bằng cách thiết lập kết nối TCP / IP với Hoa Kỳ bằng cách sử dụng các kênh thuê bao quốc tế 64 kbit / s. [21]
Tại thời điểm này, PHNET Foundation muốn tiếp quản quản trị đăng ký tên miền.ph. Các cuộc đàm phán kéo dài đã diễn ra, và cuối cùng, trách nhiệm quản trị các lĩnh vực.edu.ph và.gov.ph đã được chuyển đến Quỹ PHNET và Bộ Khoa học và Công nghệ, tương ứng. [10]
Vào thời điểm đó, phí tên miền dao động từ 450 Php đến 1.350 Php. Các tên miền được đăng ký trong giai đoạn này không hết hạn và do đó không có tỷ lệ gia hạn, do đó, tên miền trọn đời của nhãn. Tuy nhiên, một khoản phí đã được tính cho việc sửa đổi các tên miền này. Tên miền trọn đời không thể chuyển nhượng và chỉ có giá trị trong suốt thời gian của Người đăng ký ban đầu.

### Nền tảng PH và dotPH
Vào tháng 8 năm 1999, Disini và những người kỹ thuật tại EMC đã thành lập Quỹ PH Domain. Nó đã tìm cách thúc đẩy Internet và các dịch vụ email miễn phí không giới hạn ở các vùng nông thôn. Nó cũng chịu trách nhiệm về doanh nghiệp bán tên miền và quản lý đăng ký tên miền.ph.
Vào ngày 1 tháng 10 năm 1999, PH Domain Foundation đã ra mắt một hệ thống trực tuyến hoàn toàn tự động để đăng ký tên miền. Nó cũng ra mắt một không gian tên miền.ph phẳng, cho phép mọi người đăng ký các tên miền như "domainname.ph". Đăng ký tên miền trọn đời đã bị tạm dừng và tất cả các tên miền được đăng ký sau ngày 1 tháng 10 sau đó đã hết hạn. Những chủ sở hữu tên miền này đã phải trả một khoản phí để gia hạn tên miền của họ.
Vào khoảng thời gian này, khía cạnh kinh doanh và kỹ thuật "vì lợi nhuận" của PH Domain Foundation đã được xác định là dotPH. Các hoạt động liên quan đến tên miền và doanh nghiệp hiện được quy cho dotPH, chẳng hạn như giải quyết tranh chấp giữa Yahoo! Philippines và một công ty khác của Philippines, ra mắt hệ thống đăng ký trực tuyến tự động, và thậm chí là chính quyền của cơ quan đăng ký tên miền.ph. Cho đến ngày nay, dotPH là cơ quan đăng ký tên miền chính thức của Philippines.

## Những phát triển khác
Năm 2000, dotPH đã phát triển một hệ thống gọi là Hệ thống đăng ký chung (SRS) cho phép các nhà đăng ký tên miền và ISP quản lý tên miền và chấp nhận đăng ký trên trang web của riêng họ bằng cách kết nối với phụ trợ đăng ký dotPH. Điều này được thực hiện bằng cách tải xuống và cài đặt trên máy chủ của họ một mô-đun thực hiện giao tiếp thực tế với phụ trợ đăng ký bằng giao thức dựa trên XML.
dotPH cũng trở thành một trong những trang web đầu tiên của Philippines chấp nhận thanh toán bằng thẻ tín dụng trực tuyến.
Qua nhiều năm, dotPH đã mở rộng các dịch vụ của mình sang nhiều hơn là chỉ tên miền. Trở thành Đối tác Google Cloud vào năm 2016 cho phép dotPH cung cấp các giải pháp cộng tác và đám mây trong quảng cáo.
Qua nhiều năm, dotPH đã mở rộng các dịch vụ của mình sang nhiều hơn là chỉ tên miền. Trở thành Đối tác Google Cloud vào năm 2016 cho phép dotPH cung cấp các giải pháp cộng tác và đám mây bên cạnh các dịch vụ như lưu trữ web, chứng chỉ SSL và người xây dựng trang web
dotPH hiện đang sử dụng Giao thức cung cấp mở rộng (EPP), giao thức được sử dụng rộng rãi nhất để liên lạc giữa các cơ quan đăng ký và đăng ký tên miền, để xử lý đăng ký và gia hạn tên miền.